# Việt Nam Quốc gia Độc lập Đảng
Việt Nam Quốc gia Độc lập Đảng (chữ Nho: 越南國家獨立黨),ban đầu có tên gọi Việt Nam Chính đảng (chữ Nho: 越南政黨), là một tổ chức chính trị dân tộc thành lập ngày 10 tháng 3 năm 1945 do Trần Văn Ân, Nguyễn Văn Sâm, Hồ Văn Ngà và Ngô Tấn Nhơn do một số người của Việt Nam Cách mệnh Đảng, thành lập năm 1939, sau là Việt Nam Nhân dân Cách mệnh Đảng, Việt Nam Quốc gia Đảng, là một bộ phận Việt Nam Phục quốc Đồng minh Hội. Từ 1945 ở Nam Kỳ, tham gia phong trào chống việc Pháp tái chiếm Đông Dương. Chủ tịch đảng là Hồ Văn Ngà. Tổng thư ký là Phạm Ngọc Thạch. Đảng có sự hỗ trợ của giáo phái Hòa Hảo.

## Lịch sử
Những nhân vật tên tuổi có chân trong Đảng gồm có Trần Văn Ân, Nguyễn Văn Sâm và Phan Khắc Sửu. 
Đảng này gia nhập Mặt trận Quốc gia Thống nhất cùng sáu đoàn thể khác vào tháng 8 năm 1945. 

## Đảng viên nổi tiếng
- Hồ Văn Ngà: chủ tịch đảng
- Phạm Ngọc Thạch: tổng thư ký đảng, sau thành lập Thanh niên Tiền phong và gia nhập Việt Minh
- Phan Khắc Sửu: sau trở thành Quốc trưởng Việt Nam Cộng hòa
- Trần Văn Ân
- Nguyễn Văn Sâm
- Ngô Tấn Nhơn: sau thành lập Thanh niên Tiền phong và gia nhập Việt Minh